# Gran Llac de l'Esclau
El Gran llac de l'Esclau (en anglès: Great Slave Lake, en francès: Grand lac des Esclaves, conegut tradicionalment com a Tıdeè en Tłı̨chǫ Yatıì (Dogrib), Tinde’e en Wıìlıìdeh Yatii/Tetsǫ́t’ıné Yatıé (Dogrib/Chipewyan), Tu Nedhé en Dëne Sųłıné Yatıé (Chipewyan), i Tucho en Dehcho Dene Zhatıé (Slavey),) és el segon llac més gran dels territoris del Nord-oest del Canadà (després del Gran llac dels Ossos). És el llac més profund de l'Amèrica del Nord, amb 41 m de fondària mitjana i 614 m de fondària màxima. Ocupa una superfície de 27.200 km². El seu volum és de 1.580 km³. Entre les ciutats dels voltants hi ha: Yellowknife, Fort Providence, Hay River i Fort Resolution. A la banda est, només es troba la comunitat de Lutselk'e, un poblet de 350 habitants, la majoria de l'ètnia chipewyan.
El llac comparteix el seu nom amb els pobles de les Primeres Nacions de la família Dene anomenats Slavey pels seus enemics els Cree. Les ciutats situades al llac inclouen (en el sentit de les agulles del rellotge des de l'est) Łutselk'e, Fort Resolution, Hay River, Hay River Reserve, Behchokǫ̀, Yellowknife, Ndilǫ i Dettah. L'única comunitat de l'East Arm és Łutselk'e, un llogaret d'unes 350 persones, en gran part pobles indígenes Chipewyan de la Nació Dene, i el campament d'hivern abandonat i la Companyia de la Badia de Hudson després de Fort Reliance. Al llarg de la riba sud, a l'est del riu Hay hi ha la mina abandonada de Pine Point i la ciutat de Pine Point.
El caçador de pells Samuel Hearne explorà la zona el 1771.
En la dècada de 1930, s'hi descobrí or pels voltants i es fundà Yellowknife, la capital dels territoris del Nord-oest.

## Història
Els pobles indígenes van ser els primers pobladors al voltant del llac després de la retirada del gel glacial. L'evidència arqueològica ha revelat diversos períodes diferents de la història cultural, incloses les Cultures Plano (8.000 anys abans de l'actualitat), la tradició arcaica de l'escut (6.500 anys), la tradició de les petites eines àrtiques (3.500 anys) i la tradició de Taltheilei Shale (2.500 anys abans del present). Cada cultura ha deixat una empremta diferent en el registre arqueològic segons el tipus o la mida de les eines lítiques.
El Gran Llac de l'Esclau es va posar als mapes europeus durant l'aparició del comerç de pells cap al nord-oest des de Badia de Hudson a mitjans del segle xviii. El nom Gran Escla" prové de la traducció a l'anglès de l’exònim cree, Awokanek (esclavitud), que van anomenar Dene Tha. Els esclaus eren tribus dene que vivien a la riba sud del llac en aquella època. Com que els exploradors francesos tractaven directament amb els comerciants crees, el gran llac es va anomenar Grand lac des Esclaves.
A la dècada del 1930, es va descobrir or al braç nord del Gran Llac dels Esclaus, donant lloc a l'establiment de Yellowknife, que es convertiria en la capital del NWT. El 1960, es va construir una carretera per a totes les temporades al voltant del costat oest del llac, originalment una prolongació de l’autopista Mackenzie, però ara coneguda com a Yellowknife Highway o Highway 3. El 24 de gener de 1978, un satèl·lit de reconeixement oceànic de radar soviètic, anomenat Cosmos 954, construït amb un reactor nuclear a bord va caure de l'òrbita i es va desintegrar. Trossos del nucli nuclear van caure als voltants del Gran Llac de l'Esclau. Alguns dels residus nuclears van ser recuperats per una operació militar conjunta de les Forces Armades del Canadà i les Forces Armades dels Estats Units anomenada Operació Morning Light.

### Canvi de nom suggerit
A finals de la dècada de 2010, molts topònims dels Territoris del Nord-oest van ser restaurats amb els seus noms indígenes. S'ha suggerit que el llac també sigui rebatejat, sobretot per la menció de l'esclavitud. «El Gran Llac de l'Esclau és en realitat un nom molt terrible, tret que siguis un defensor de l'esclavitud», diu Dëneze Nakehk'o, educadora dels Territoris del Nord-oest i membre fundador de l'organització de les Primeres Nacions Dene Nahjo. «És un lloc preciós. És majestuós; és enorme. I realment no crec que el nom actual del mapa sigui adequat per a aquest lloc». Ha suggerit Tu Nedhé, el nom Dene Soline per al llac, com a alternativa. També s'ha suggerit Tucho, el terme Dehcho Dene per al llac.

## Geografia i història natural

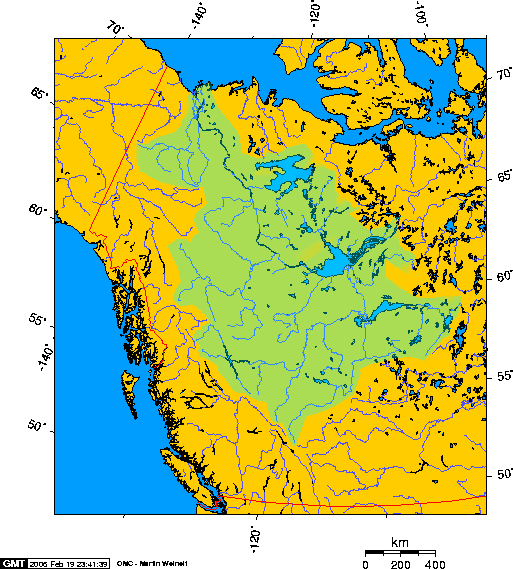
Conca de drenatge del riu Mackenzie que mostra la posició del Gran Llac de l' Esclau a l'Àrtida canadenca occidental

Els rius Hay, Slave, Lockhart i Taltson són els seus principals afluents. És drenat pel riu Mackenzie. Tot i que la costa occidental està boscosa, la costa est i el braç nord són semblants a la tundra. Les costes sud i est arriben a la vora de l'escut canadenc. Juntament amb altres llacs com el Gran Ós i Athabasca, és un romanent del vast llac glacial McConnell.
El llac té un litoral molt irregular. El braç est del Gran Llac de l'Esclau està ple d'illes i la zona es troba dins de la proposta de reserva del parc nacional Thaidene Nene. La península de Pethei separa l'East Arm en McLeod Bay al nord i Christie Bay al sud. El llac està almenys parcialment congelat durant una mitjana de vuit mesos a l'any.
La part occidental principal del llac forma un bol moderadament profund amb una superfície de 18.500 km i un volum de 596 km³ . Aquesta part principal té una profunditat màxima de 187,7 m i una profunditat mitjana de 32,2 m. A l'est, la badia de McLeod (62° 52′ N, 110° 10′ O / 62.867°N,110.167°O) i la badia Christie (62° 32′ N, 111° 00′ O / 62.533°N,111.000°O) són molt més profundes, amb una profunditat màxima registrada a la Christie de 614 m.
En algunes de les planes que envolten el Gran Llac de l'Esclau, s'han format pantans poligonals clímax, l'etapa de successió inicial a la qual sovint consisteix l'avet negre pioner.
Al sud del Gran Llac dels Esclaus, en un racó remot del Parc Nacional Wood Buffalo, hi ha la serralada d'estiu de la grua blanca, un lloc de nidificació d'un ramat de grues blancs, descobert el 1954.

### Ecologia
El riu Slave proporciona a la conca alts nivells de nutrients; en conseqüència, juntament amb una absència general de contaminació i espècies invasores, el llac és ric en vida aquàtica en relació amb el seu bioma. Les espècies de peixos són el coregonus clupeaformis, el salvelinus namaycush, l'stenodus nelma, el lluç i el sander vitreus, el cisco, la lota, el Pungitius pungitius, l'espinosa i també el Catostomus catostomus. El peix blanc del llac gaudeix dels nivells més alts, seguit del cisco i les ventoses. El canvi climàtic, concretament la reducció dels temps de cobertura de gel, està afectant les poblacions d'aquestes espècies. Els copèpodes també són freqüents al llac.

## Mases d'aigua i afluents
Els rius que desemboquen al Gran Llac de l'Esclau són (en el sentit de les agulles del rellotge des de la comunitat de Behchokǫ̀):
- Riu Emile
- Riu Snare
- Riu Wecho
- Riu Stagg
- Riu Yellowknife
- Riu Beaulieu
- Riu Waldron
- Riu Hoarfrost
- Riu Lockhart
- Riu Snowdrift
- Riu La Loche
- Riu Thubun
- Terhul
- Taltson
- Slave
- Little Buffalo
- Buffalo
- Hay
- Mosquito Creek
- Duport
- Marian Lake
- North Arm
- BadiaYellowknife
- Badia Resolution
- Badia Deep
- Badia McLeod
- Badia Christie
- Sulphur Cove
- Presqu'ile Cove
- Rocher
- Frank Channel

El Great Slave Lake té una carretera de gel coneguda com la carretera de gel de Dettah. És un 6.5 km (4,0 mi) carretera que connecta la capital dels Territoris del Nord-oest de Yellowknife amb Dettah, una petita comunitat de pescadors de les Primeres Nacions també als Territoris del Nord-oest. Per arribar a la comunitat a l'estiu el trajecte és de 27 km per l’Ingraham Trail.

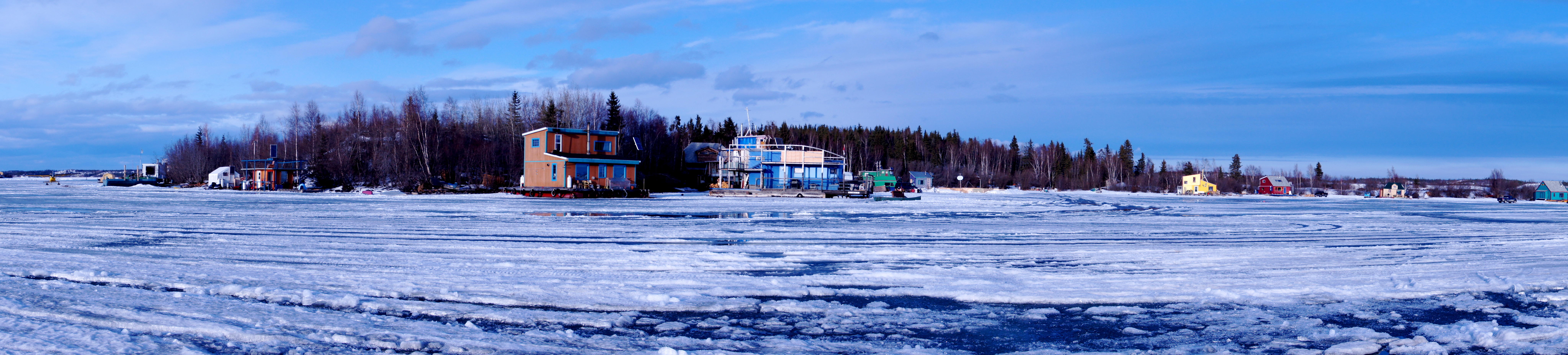
Badia de Yellowknife l'abril de 2012. La fusió superficial comença a dificultar el transport entre les cases flotants prop de l'illa de Jolliffe.

## Ice Lake Rebels
Del 2014 al 2016, Animal Planet va emetre una sèrie documental anomenada Ice Lake Rebels. Té lloc al llac Great Slave i detalla la vida dels navegants al llac.

## Geografia i història natural
Els tributaris principals d'aquest llac són els rius Hay, Slave i Taltson. És drenat pel riu Mackenzie. Mentre la zona oest està coberta de bosc, a la zona est hi ha tundra. Es va originar com a llac glacial. Està almenys parcialment glaçat durant uns 8 mesos de l'any. Durant l'hivern, el glaç és prou dur per a permetre-hi el pas de camions pesants.